# Мълчание (роман на Ендо)
„Мълчание“ (沈黙 Chinmoku) е богословски роман от 1966 г. от японския автор Шюшаку Ендо, публикуван на английски от издателство „Питър Оуен“.
Разказва историята на йезуитски мисионер изпратен в Япония през XVII век, който преживява гоненията във времето на Какуре Киришитан („Скритите християни“) непосредствено сред провала на Бунта на Шимабара. Романът получава наградата „Танизаки“ през 1966 г. и е наричан „Върховното постижение на Ендо“, както и „един от най-добрите романи на XX век“. Написат отчасти под формата на писмо от главния герой, темата за мълчаливия Бог, който придружава един вярващ в нещастията му е силно повлияна от опита на религиозна дискриминация в Япония, расизъм във Франция и изтощителната битка с туберкулозата на католика Ендо.

## Обобщение на сюжета
Младият португалски йезуитски свещеник Себащиао Родригеш (базиран на историческата италианска фигура Джузепе Киара) пътува до Япония, за да помогне на местната църква и да разследва информацията, че неговият наставник, йезуитски свещеник в Япония на име Ферейра, базиран на Кристиаво Ферейра, е извършил вероотстъпничество. По-малко от половината от книгата е писменото списание на Родригеш, докато другата половина от книгата е написана или от трето лице, или под формата на писмата на други, свързани с разказа. Романът разказва изпитанията на християните и нарастващите трудности, претърпени от Родригес и въпросите и съмненията, през които преминава героя.
Родригеш и неговият спътник Франсиско Гарпе (също йезуитски свещеник) пристигат в Япония през 1639 г. Там те намират местното християнско население, което е принудено да крие вярата си. За заловят скритите християни, служителите по сигурността принуждават заподозрените християни да потъпчат фуми-е, издълбан образ на Христос . Онези, които отказват, биват затворени и убити чрез овесване в яма (ана-цуруши), което означава, че жертвата е окачена с главата надолу над яма и бавно обезкървена.
Родригеш и Гарпе в крайна сметка са заловени и принудени да плуват, докато японските християни жертват живота си за вярата. Няма слава в тези мъченически убийства, както Родригеш винаги си е представял, а само бруталност и жестокост. Преди пристигането на Родригеш властите се опитват да принудят свещениците да се откажат от вярата си, като ги измъчват. Започвайки с Ферейра, те измъчват и други християни, докато свещениците гледат, казвайки на свещениците, че всичко, което трябва да направят, е да се откажат от вярата си, за да сложат край на страданията на стадото.
Дневникът на Родригеш представя премеждията му: той разбира страданието заради собствената вяра; но той се бори с въпроса дали е егоцентрично и безмилостно да откаже да се отрече, когато по този начин ще сложи край на страданието на другия. В кулминационния момент Родригеш чува стоновете на онези, които са се отрекли, но трябва да останат в ямата, докато погази образа на Христос. Докато Родригес гледа фуми-е, Христос нарушава мълчанието си: „Настъпи ме, позволявам ти. Настъпи ме. Аз най-добре разбирам колко те боли кракът. Настъпи ме. Позволявам ти. Аз дойдох на този свят, за да ме тъпчете, затова понесох кръста – за да облекча болката ви." След тези думи, Родригес поставя крак върху фуми-е.
Тогава, един служител казва на Родригес: „Отче, не бяхте победени от нас, а от това кално блато, Япония“.

## Приемане
Получава наградата „Танизаки“ за най-добра пълнометражна литература за годината. Също така става обект на обширен анализ. Джон Ъпдайк го нарича в рецензия, публикувана от „Ню Йоркър“, „забележително произведение, мрачно, деликатно и поразително съпричастно изследване на млад португалски мисионер по време на безмилостното преследване на японските християни в началото на XVII век“. Уилям Кавано подчертава „дълбоката морална двусмислица“ на романа, дължаща се на изобразяването на Бог, който „е избрал не да премахне страданието, а да страда с човечеството“.
„Мълчание“ не е приет незабавно добре сред японските католици, вякои от които са сред някои от най-суровите критици на романа. Вместо това популярността на романа е засилена от „леви студенти“, които виждат връзка с тежкото положение на японските марксисти в обстоятелствата на Родригеш. Романът е сравнен по-специално със „Силата и славата“ на Греъм Грийн, което дава на Ендо псевдонима „Японският Греъм Грийн“.

## Адаптации

### Театър
Освен сценичната версия на Ендо, „Златната страна“, има и няколко адаптации.

### Филми
Масахиро Шинода режисира филма „ Тишина“ от 1971 г., адаптация по романа.
Той е преработен от Жоао Марио Грило като „Очите на Азия“ през 1996 г.
През 2016 г. романът е адаптиран във филм, наречен също Мълчание, режисиран от Мартин Скорсезе, по сценарий на Джей Кокс и Скорсезе, с участието на Андрю Гарфийлд, Адам Драйвър, Лиъм Нийсън, Таданобу Асано и Сиаран Хиндс . Премиерата на филма е в Папския източен институт в Рим на 29 ноември 2016 г.

### Музика
Композиторът и поет Тейзо Мацумура пише либретото и музиката за опера със същото заглавие, чиято премиера е в Новия национален театър в Токио през 2000 г. Романът вдъхновява Симфония № 3, „Мълчание“, композирана през 2002 г. от шотландския музикант Джеймс МакМилан.